# María Kosty
María Soledad Mesa Pachón (Madrid, 29 d'abril de 1951), més coneguda com a María Kosty, és una actriu espanyola.

## Biografia
El seu primer contacte amb el món de l'espectacle es produeix a través de la televisió, participant en 1966 en l'espai de TVE Escala en hi-fi, que dirigia Fernando García de la Vega. Poc temps després debuta en el teatre amb la companyia de Milagros Leal.
La seva estrena al cinema es produeix en 1967, amb El paseíllo, de Ana Mariscal. A aquest títol seguiria una sèrie d'interpretacions en pel·lícules de terror, gènere en voga a l'Espanya dels primers anys setanta. Durant aquesta època roda El perfil de Satanás, La rebelión de las muertas (1973), o La endemoniada (1973). Compagina aquests títols amb comèdies lleugeres com Soltera y madre en la vida (1969), de Pedro Lazaga, Las Ibéricas F.C. (1970), de Pedro Masó o Venta por pisos (1970), de Mariano Ozores.
Paral·lelament desenvolupa una discreta carrera com a actriu en diversos espais dramàtics de Televisión Española, com Estudio 1, on interpreta, entre altres Malvaloca (1983). El 1980 va presentar també el concurs Ding-Dong, al costat d'Andrés Pajares i Mayra Gómez Kemp.
A partir dels anys noranta, espaia les seves aparicions tant en cinema com en TV. En els últims anys, la hi ha pogut veure en les sèries Menudo es mi padre (1996-1997) i Lalola (2008-2009), a la pel·lícula de José Luis Garci Tiovivo c. 1950 (2004) i sobre els escenaris a les obres El cianuro... ¿solo o con leche? (1993), de Juan José Alonso Millán i ¿Qué fue del sinvergüenza? (2006) amb José Rubio i sl Festival de Teatre Clàssic de Mèrida amb Lisístrata (2007), al costat de Miriam Díaz-Aroca.

## Cinema
- El marino de los puños de oro (1968)
- El paseíllo (1968)
- Soltera y madre en la vida (1969)
- El perfil de Satanás (1969)
- Si Fulano fuese Mengano (1971)
- Hay que educar a papá (1971)
- Las Ibéricas F.C. (1971)
- Venta por pisos (1971)
- En un mundo nuevo (1972)
- Secuestro a la española (1972)
- La casa de las Chivas (1972)
- La rebelión de las muertas (1973)
- La saga de los Drácula (1973)
- Los mil ojos del asesino (1973)
- Disco rojo (1973)
- La noche de los brujos (1974)
- El calzonazos (1974)
- Los nuevos españoles (1974)
- Las obsesiones de Armando (1974)
- La noche de las gaviotas (1975)
- Una libélula para cada muerto (1975)
- Exorcismo (1975)
- La endemoniada (1975)
- Ligeramente viudas (1976)
- Doña Perfecta (1977)
- La familia bien, gracias (1979)
- Rocky Carambola (1979)
- Los pecados de mamá (1980)
- El divorcio que viene (1980)
- El último harén (1981)
- ¿Dónde estará mi niño? (1981)
- Cariñosamente infiel (1981)
- Cristóbal Colón, de oficio... descubridor (1982)
- La tía de Carlos (1982)
- Las chicas del bingo (1982)
- Las trampas del matrimonio (1982)
- Inseminación artificial (1983)
- Mon ami Washington (1984)
- A la pálida luz de la luna (1985)
- Sangre en el Caribe (1985)
- Una y sonada... (1985)
- Felicidades, Tovarich (1995)
- Sueños en la mitad del mundo (1999)
- El florido pensil (2002)
- Tiovivo c. 1950 (2004)
- Sangre de mayo (2008)
- Las tierras altas (2008)
- Aún hay tiempo (2013)
- El señor Manolo (2014)
- El pasado nunca muere (2016)
- Dolorosa Gioia (2019)

## Televisió
- Algo que celebrar (2015)
- Lalola (2008-2009)
- Planta 25 (2006-2008)
- Géminis, venganza de amor (2002)
- El secreto (2001)
- La ley y la vida (2000)
- Paraíso 
  - Las cenizas de Lourdes (23 d'agost de 2000)
  - Secuestradas (19 de setembre de 2002)
- Pasen y Vean (1997)
  - La vida privada de mamá (15 de gener de 1997)
  - Julieta tiene un desliz (27 de març de 1997)
- Éste es mi barrio (1996-1997)
- Anillos de oro
  - Una hermosa fachada (28 d’octubre de 1983)
- Ficciones 
  - El rumor (19 de novembre de 1981)
- Ding-Dong (1980)
- Antología de la Zarzuela (1979)
- Los Mitos
  - Medea (17 de maig de 1979)
- Este señor de negro
  - Eternos rivales (3 de desembre de 1975)
- Estudio 1
  - Madre, el drama padre (23 de maig de 1976)
  - Cuidado con las personas formales (13 de desembre de 1978)
  - La idiota (24 de gener de 1979)
  - Al final de la cuerda (18 d’abril de 1979)
  - Celos del aire (25 d’abril de 1979)
  - Sólo el amor y la luna traen fortuna (11 de novembre de 1979)
  - El genio alegre (27 de gener de 1980)
  - La Venus de Milo (15 de juny de 1980)
  - Malvaloca (17 de gener de 1983)
- Los libros
  - El obispo leproso (18 de març de 1974)
- Novela
  - De la piel del diablo (2 de juliol de 1973)
  - Selma Lagerlöf (29 de juliol de 1974)
- Compañera te doy
  - El motivo (18 de juny de 1973)
- Hora once
  - El delincuente honrado (28 de maig de 1973)

## Teatre
- La locomotora (1969) d'André Roussin.
- La educación de los padres (1970) de José Félix del Villar.
- El seductor (1973) de Diego Fabbri.
- El lindo don Diego (1973) d'Agustín Moreto.[2]
- Los sinvergüenzas tienen eso (1976) d'Alfonso Paso.
- La venganza de la Petra (1979) de Carlos Arniches.
- Qué campanada (1979) con José Sazatornil.
- Las mujeres sabias (1984) de Molière.
- Los caciques (1987) de Carlos Arniches.
- Amadeo (1988) d'Eugene Ionesco.
- Usted tiene ojos de mujer fatal (1989) d'Enrique Jardiel Poncela.
- El príncipe constante (1990) de Calderón de la Barca,[3]
- Asamblea general (1990) de Lauro Olmo.
- El Tríptico de los Pizarro (1990) de Tirso de Molina.
- Eloísa está debajo de un almendro (1990) d'Enrique Jardiel Poncela.[4]
- La vida es sueño (1992) de Tono i Carlos Llopis.
- El cianuro... ¿solo o con leche? (1993) de Juan José Alonso Millán.
- Carlota (1997) de Miguel Mihura.
- Trampa mortal (1999), de Ira Levin
- ¿Qué fue del sinvergüenza? (2006) junto a José Rubio.
- Lisístrata (2007)
- Por los pelos (2011)
- El hotelito (2014), d'Antonio Gala.